# Capture de la canonnière Pilcomayo
Guerre du Pacifique
Batailles
Campagne navale
- Chipana
- Iquique
- Punta Gruesa
- Antofagasta (1re)
- Antofagasta (2e)
- Rímac
- Angamos
- Pilcomayo
- Arica (1re)
- Arica (2e)
- Callao

Campagne terrestre
- Topáter
- San Francisco
- Tarapacá
- Los Ángeles
- Alto de la Alianza (Tacna)
- Arica
- Chorrillos
- Miraflores
- Lima
- San Pablo
- Pachia
- La Concepción
- Huamachuco

La Capture de la canonnière Pilcomayo, fut l'une des actions de la guerre du Pacifique (1879-1884) entre le Chili et le Pérou se déroulant le 18 novembre 1879. Ce combat, mené par la frégate blindée chilienne Blanco Encalada, s'est terminé par la capture de la canonnière péruvienne Pilcomayo qui était accompagnée de la corvette Unión et du transport Chalaco.

## Antécédents
Avec la capture du monitor péruvien Huáscar, le Chili avait obtenu un large avantage en mer pour empêcher les alliés du Pérou d'effectuer des concentrations de leurs armées dans le sud du Pérou. 
Avec cela, l'armée chilienne a imposé la nécessité de rechercher la destruction des forces péruviennes-boliviennes présentes dans la région de Tarapacá, en lançant la campagne de Tarapacá. Dans ce cadre, l'assaut et la prise du port de Pisagua se produisant le 2 novembre 1879 a abouti à l'occupation chilienne de la région. Dans ce contexte, la marine chilienne s'est assurée de maintenir le libre contrôle de la mer pour faciliter son propre transport maritime et empêcher celui des alliés, de manière à isoler les forces adverses dans la région.

### Les forces en présence
| Nation | Nom                                    | Commandant                                                                 | Photo                             | Déplacement  | Vitesse  | Armement                           |
| ------ | -------------------------------------- | -------------------------------------------------------------------------- | --------------------------------- | ------------ | -------- | ---------------------------------- |
| Chili  | Frégate blindée Blanco Encalada (1875) | Amiral Galvarino Riveros Capitaine de Corvette Luis Anacleto Castillo Goñi |                                   | 3.560 Tonnes | 9 nœuds  | 6x1 canons Armstrong de 250 livres |
| Chili  | Frégate blindée Blanco Encalada (1875) | Amiral Galvarino Riveros Capitaine de Corvette Luis Anacleto Castillo Goñi | 2x1 canons rayés de 20 livres     | 3.560 Tonnes | 9 nœuds  |                                    |
| Chili  | Frégate blindée Blanco Encalada (1875) | Amiral Galvarino Riveros Capitaine de Corvette Luis Anacleto Castillo Goñi | 2x1 canons de 7 livres            | 3.560 Tonnes | 9 nœuds  |                                    |
| Pérou  | Corvette Unión (1865)                  | Capitaine Nicolás Portal                                                   |                                   | 2016 tonnes  | 13 nœuds | 12x1 canons Voruz de 70 livres     |
| Pérou  | Corvette Unión (1865)                  | Capitaine Nicolás Portal                                                   | 2x1 canons Armstrong de 70 livres | 2016 tonnes  | 13 nœuds |                                    |
| Pérou  | Corvette Unión (1865)                  | Capitaine Nicolás Portal                                                   | 1 canon Withworth de 9 livres     | 2016 tonnes  | 13 nœuds |                                    |
| Pérou  | Canonnière Pilcomayo (1874)            | Capitaine Carlos Ferreyros                                                 |                                   | 600 tonnes   | 11 nœuds | 2x1 canons Armstrong de 70 livres  |
| Pérou  | Canonnière Pilcomayo (1874)            | Capitaine Carlos Ferreyros                                                 | 4x1 canons de 40 livres           | 600 tonnes   | 11 nœuds |                                    |
| Pérou  | Canonnière Pilcomayo (1874)            | Capitaine Carlos Ferreyros                                                 | 1 mitrailleuse Gatling            | 600 tonnes   | 11 nœuds |                                    |
| Pérou  | Bateau à roues à aubes Chalaco (1864)  | Capitaine de Frégate Manuel Villavicencio                                  |                                   | 999 tonnes   | 12 nœuds | 4x1 canons Parrott de 30 livres    |
| Pérou  | Bateau à roues à aubes Chalaco (1864)  | Capitaine de Frégate Manuel Villavicencio                                  | 2x1 canons de 70 livres           | 999 tonnes   | 12 nœuds |                                    |

## Le combat
Après ses réparations à Valparaiso, le Blanco Encalada se rendit dans la région de Moquegua pour bloquer les ports péruviens. Vers 9 heures du matin il reconnut les trois navires péruviens.
L' Unión se mit en  position de protéger des deux autres navires. Il alla au devant du Blanco Encalada tandis que Pilcomayo et Chalaco tentaient de rejoindre la côte à vitesse maximale.
Le Blanco Encalada ne tomba pas dans le piège et décida de traquer la canonnière Pilcomayo. Quand celui-ci se rendit compte que la distance se rapprochait son commandant prit la décision de saborder le navire. Malgré cela des embarcations légères prirent à l'abordage le Pilcomayo et sauvèrent le navire en éteignant les incendies et colmatant les brèches .
Les Chiliens ont remorqué  Pilcomayojusqu'au port de Pisagua, en arrivant le 20 novembre 1879, où les prisonniers péruviens furent embarqués sur le vapeur Loa pour ensuite se rendre au port de Valparaíso avec le Pilcomayo, débarquant le 4 décembre, à la joie de la population qui a envahi les rues pour rendre hommage aux marins victorieux. Dans ce port le navire déjà ex-péruvien recevrait les réparations définitives.